# Dornenkreuz
Das Dornenkreuz, fr. croix engrêlée, ist in der Heraldik eine gemeine Figur und kann in den heraldischen Tinkturen im Wappen auftreten.
Dargestellt wird ein Kreuz, oft nur ein gemeines Kreuz, dessen Kreuzarme allseitig die heraldischen Dornen als Seitenlinie haben. Angelehnt ist die Darstellung an den Wappenschnitt, bei dem kleine Bogenformen spitz auslaufen. Das Kreuz kann auch als ein von Wappenrand zu Wappenrand reichende, Heroldsbild sein. Es ist dann ein durchgehendes Kreuz, also Pfahl und Balken in einer Tingierung und ohne Trennlinien.

Dornenkreuz als Wappenfigur im Wappen von Womrath
Dornenkreuz als Heroldsbild im Wappen von Quérénaing